# Losada
Losada es un pueblo y pedanía del municipio de Bembibre, en la comarca de El Bierzo, (Provincia de León, comunidad autónoma de Castilla y León, en España). Tiene una población de 83 habitantes (INE 2024).

## Localización y límites
Se encuentra ubicado a 7 km al norte de Bembibre; hacia el sur linda con la población de Rodanillo, al este con Arlanza, similar en tamaño, al oeste, Santa Marina del Sil que goza de río, motivo de peregrinación estival, y al norte con la Montaña Leonesa occidental, Robledo de las Traviesas.

## Festividades
Como acontecimiento principal, el segundo fin de semana de agosto se celebra San Miguel,la noche del viernes es "la noche de las Bodegas", los vecinos abren las puertas de sus bodegas e invitan a los vecinos y visitantes a degustar sus "exquisitos" licores de cosecha,mención especial en este día, es la costumbre del disfraz instaurada por los miembros de la famosa "Peña Vermú" que ha sido seguida por el resto de peñas del pueblo y que dota de un color especial a tan significativa noche; la popular merienda, que empezó siendo un aperitivo de ponche ofrecido por los vecinos a los cuales se les requería huevos para su elaboración, más tarde terminó siendo una merienda gratuita que sirvió como ejemplo para poblaciones cercanas.
El 1 de noviembre es típico el magosto, en febrero se hace una cena para degustación del botillo. Su gentilicío es "Raposo/a"

## Patrimonio
También como referencia histórica podemos visitar la ermita rehabilitada que se encuentra en el camino de Arlanza.
Posee una fuente-lavadero de piedra restaurada, con su correspondiente tejado.
En sus proximidades, exactamente en el lugar conocido por los vecinos como VILLOUTA, existe una fuente de agua natural procedente directamente de la montaña, además de contar con merenderos.

### Rutas jacobeas
Losada forma parte de la ruta jacobea Camino Olvidado, que transcurre por Labaniego, Arlanza y Rodanillo, en el término de Bembibre.